# BNSF Railway

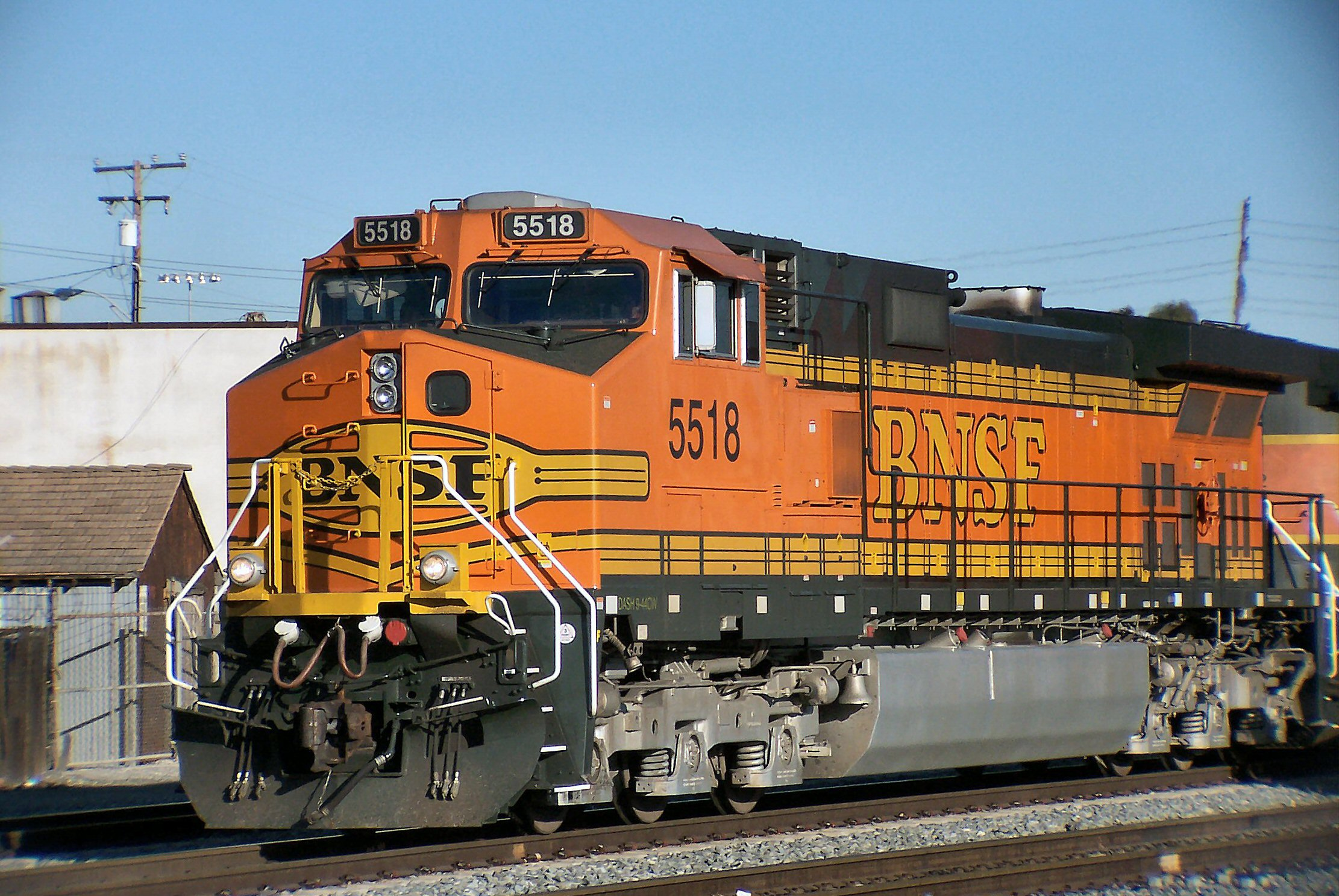
GE C44-9 W am 4. Februar 2005 in Long Beach (Kalifornien)

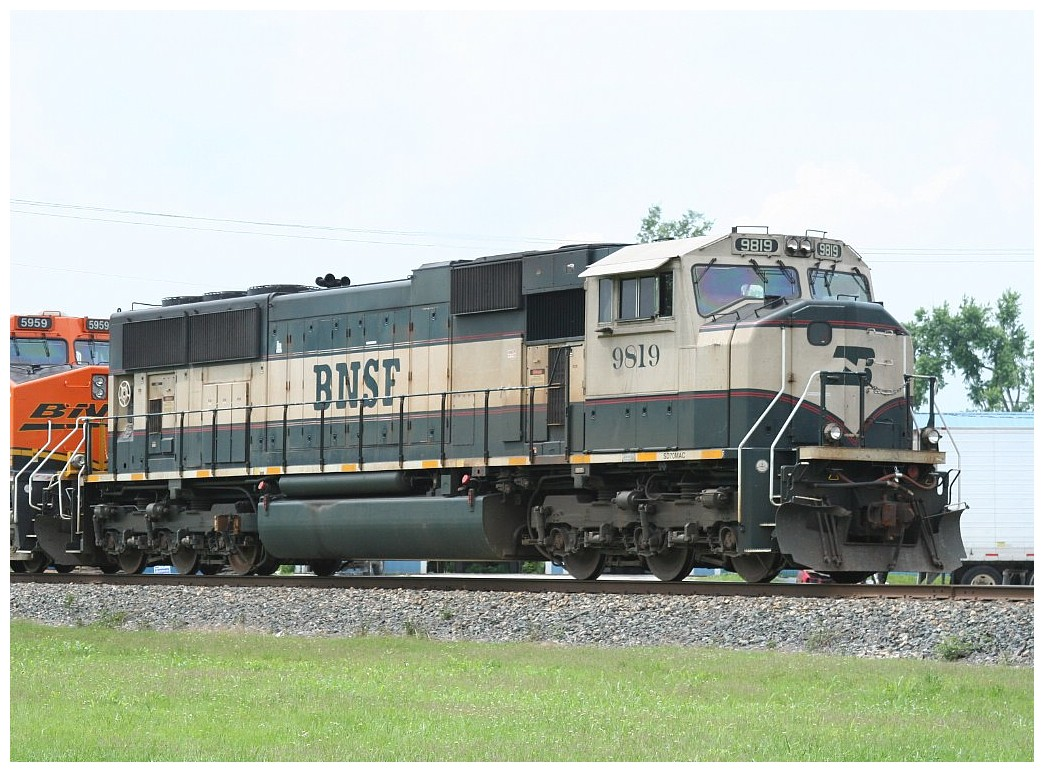
Zwei Dieselloks der BNSF, die erste in einer Übergangs-Lackierung

Die BNSF Railway Company ist eine US-amerikanische Class-1-Eisenbahngesellschaft mit Sitz in Fort Worth, Texas. Sie ist die zweitgrößte Bahngesellschaft des Landes. Die Muttergesellschaft der BNSF Railway, die Burlington Northern Santa Fe Corporation, ist seit 2010 vollständig im Besitz von Berkshire Hathaway und wurde dabei in Burlington Northern Santa Fe LLC umbenannt.

## Geschichte
Die Bahngesellschaft entstand durch Vertrag vom 22. September 1995 zum 1. Januar 1996 aus dem Zusammenschluss der Atchison, Topeka and Santa Fe Railway und der Burlington Northern Railroad. Das Unternehmen befährt eines der größten Streckennetze in den USA mit einer Streckenlänge von ca. 51.500 km, wovon 37.000 km auf eigenen Besitz und der Rest auf Streckennutzungsrechte entfallen. Insgesamt unterhält die BNSF mit Nebengleisen, zweitem oder dritten Streckengleis und Bahnhofsanlagen rund 80.500 km Gleise. Mit 8.000 Lokomotiven und 77.000 Güterwagen wurden 2015 10,2 Millionen Wagenladungen transportiert und ein Umsatz von über 21 Milliarden Dollar erzielt. Der Betriebsgewinn lag bei 4,9 Milliarden Dollar.
Im Jahr 1999 begannen die BNSF und die Canadian National Railway Fusionsgespräche zur Bildung der North American Railway. Aufgrund von Einsprüchen der anderen Bahnunternehmen sowie durch die Probleme bei der Fusion von Union Pacific Railroad mit der Southern Pacific Railroad und der Aufteilung der Conrail verhängte das Surface Transportation Board ein 15-monatiges Moratorium. Daraufhin wurden die Fusionsgespräche ergebnislos eingestellt.
Am 24. Januar 2005 wurde der Name der Eisenbahngesellschaft von The Burlington Northern and Santa Fe Railway zum heutigen Namen geändert. Im April 2007 hat das Holdingunternehmen Berkshire Hathaway 3,2 Milliarden US-Dollar (2,4 Mrd. Euro) für eine Beteiligung an Burlington von mehr als 10 Prozent gezahlt. Am 12. Februar 2010 wurde die komplette Übernahme der Gesellschaft durch Berkshire Hathaway abgeschlossen.
Im Jahr 2009 präsentierte das Unternehmen in Kooperation mit dem Verteidigungsministerium der Vereinigten Staaten die weltweit erste Verschublok, die über einen Wasserstoffantrieb via Brennstoffzellen verfügt.

## Streckennetz

Das Streckennetz der BNSF

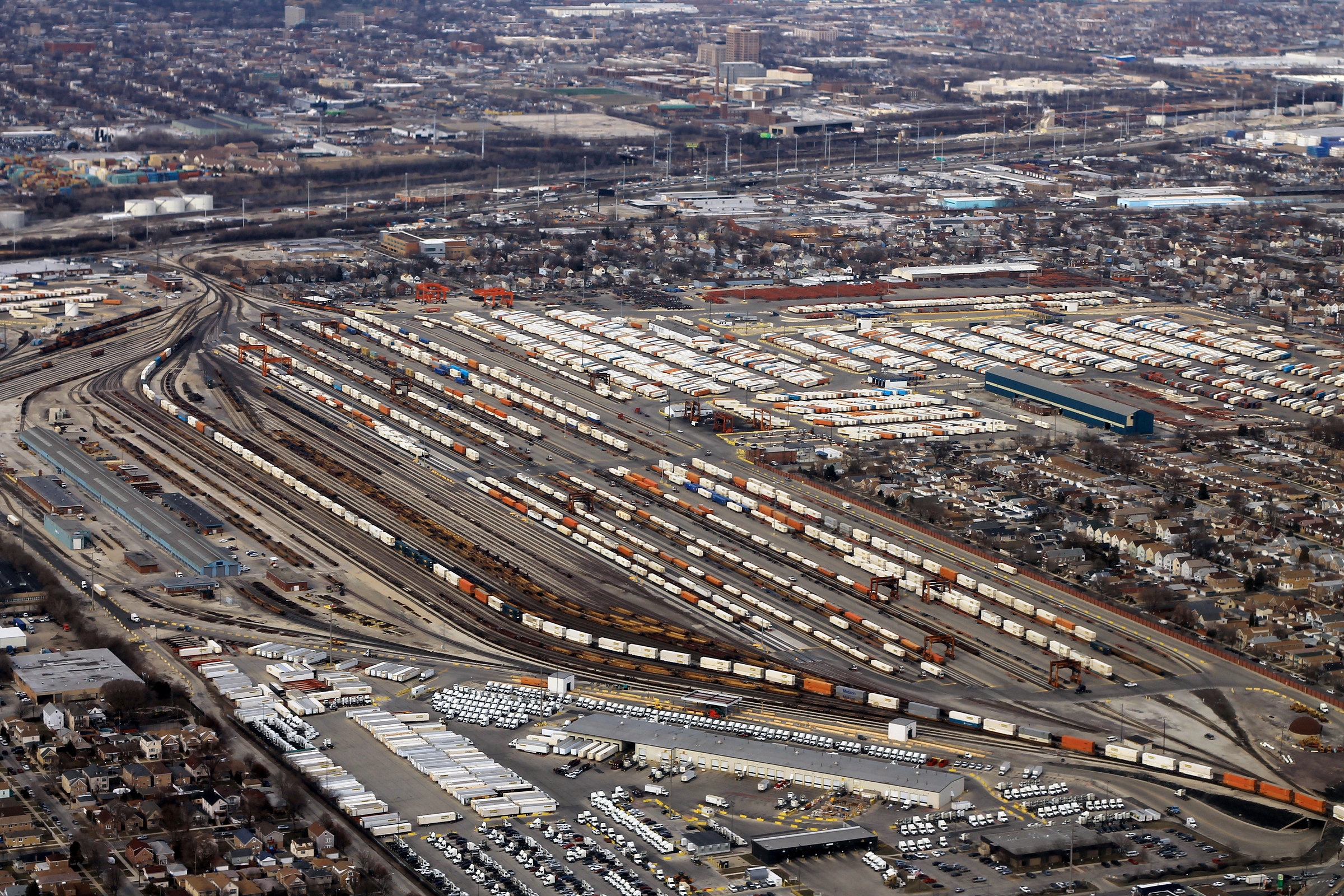
Corwith Yard in Chicago

Das Unternehmen unterhält Strecken in 28 US-Bundesstaaten sowie in zwei kanadischen Provinzen. Das Streckennetz reicht von Seattle im Nordwesten bis nach Chicago. Südöstlichster Punkt ist Birmingham (Alabama). Im Westen werden San Diego und Los Angeles erreicht. Weiterhin bestehen Verbindungen nach San Francisco, Houston, Denver, Dallas und Kansas City. Auch das Powder River Basin wird durch Gleise der BNSF erschlossen.
Containerbahnhöfe bestehen in Los Angeles (Hobart Yard), in der Metropolregion Chicago (Corwith Yard, Logistics Park Chicago, Cicero Yard) und in der Metropolregion Kansas City (LPKC Intermodal Facility) sowie in Willow Springs (Illinois), Fort Worth (Texas) und San Bernardino (Kalifornien).
Rangierbahnhöfe befinden sich in der Metropolregion Kansas City (Argentine Yard und Murray Yard), in Minneapolis (Northtown Yard), Galesburg (Galesburg Yard), Barstow (Barstow Yard), Pasco (Washington) und Memphis (Tennessee).
Die wichtigsten durch die BNSF genutzten Pässe über die Kontinentalscheide sind der Marias Pass (1588 m), der Mullan Pass (1691 m) sowie der Campbell Pass (2208 m).

## Unternehmensführung
Chief Executive Officer und Präsidenten
- 22. Dezember 1995 – Dezember 2000: Robert D. Krebs (bis Juni 1999 Präsident)
- Juni 1999 – 31. Dezember 2013: Matthew K. Rose (bis 31. Oktober 2010 Präsident)
- 1. November 2010 – 31. Dezember 2020: Carl R. Ice (seit 1. Januar 2014 auch CEO)
- seit 1. Januar 2021: Kathryn M. Farmer

Chairman
- 22. Dezember 1995 – 31. Dezember 1996: Daniel P. Davison
- 1. Januar 1997 – Juni 1999: Robert D. Krebs
- Dezember 2000 – April 2019: Matthew K. Rose

## Unternehmenssitz
Sitz des Unternehmens sowie der Muttergesellschaft Burlington Northern Santa Fe LLC ist im Norden von Fort Worth. Auf dem 155 Hektar großen Gelände befinden sich neben mehreren Bürogebäuden für alle Abteilungen (Marketing) des Unternehmens auch das 1,85 Hektar große Network Operation Center. Das NOC überwacht den Verkehr auf dem gesamten Streckennetz der Bahngesellschaft.
Die Burlington Northern Incorporated hatte nach der Abspaltung der Burlington Ressources Inc. 1988 ihren Unternehmenssitz nach Fort Worth, an den Sitz der Bahngesellschaft Burlington Northern Railroad verlegt. Der Plan zum Bau einer zentralen Netzüberwachung ergab auch die Möglichkeit, die gesamte Unternehmensleitung an diesen Standort zu verlegen. Die Bauarbeiten auf dem teilweise erschlossenen und bebauten Gelände begannen 1990 und wurden 1998 abgeschlossen. Nach der Fusion der Burlington Northern und der Santa Fe Pacific Corporation wurde entschieden, dass der Sitz des neuen Unternehmens Fort Worth wird. Insgesamt arbeiten rund 4000 Beschäftigte an diesem Unternehmensstandort.

## Stammbaum
- Burlington Northern Santa Fe

Logo der BNSF von 1995 bis 2005

1. Atchison, Topeka and Santa Fe Railway (Santa Fe)
  1. Toledo, Peoria and Western Railroad
  2. Kansas City, Mexico and Orient Railway
2. Burlington Northern Railroad
  1. Great Northern Railway
  2. Chicago, Burlington and Quincy Railroad
  3. Spokane, Portland and Seattle Railroad
  4. Northern Pacific Railroad
  5. St. Louis – San Francisco Railway (Frisco)
  6. Alabama, Tennessee and Northern Railroad

Die Burlington Northern Santa Fe entstand aus dem Zusammenschluss der Atchison, Topeka and Santa Fe Railway (Santa Fe) mit der Burlington Northern Railroad im Jahr 1995. Die Santa Fe fusionierte vorher mit Toledo, Peoria and Western Railroad und Kansas City, Mexico and Orient Railway.
Die Burlington Northern war 1970 ein Zusammenschluss der Great Northern Railway, Chicago, Burlington and Quincy Railroad, Spokane, Portland and Seattle Railroad und der Northern Pacific Railroad, die bereits seit Jahrzehnten eng kooperierten und auch viele der amerikanischen Überlandzüge gemeinsam betrieben, darunter den Empire Builder und den North Coast Limited, beides Züge zwischen Chicago und Seattle, zum Teil mit Kurswagen nach Portland. Die Burlington Northern übernahm ihrerseits in den 1980er Jahren die St. Louis – San Francisco Railway (Frisco) und die Alabama, Tennessee and Northern Railroad.